# Cimetière boisé de Berlin-Oberschöneweide
Le cimetière boisé de Berlin-Oberschöneweide (Waldfriedhof Berlin-Oberschöneweide) est un cimetière boisé situé à Berlin dans le quartier d'Oberschöneweide dans l'arrondissement de Treptow-Köpenick.
C'est un cimetière municipal et donc aconfessionnel. Il est situé dans le parc public Wuhlheide à l'adresse Rathenausstraße 231a. Il s'étend sur 57 338 m2.

## Histoire
Le cimetière, dont la superficie originelle couvrait seulement 1,02 hectare, était un don de l'ingénieur et entrepreneur Emil Rathenau, fondateur de l'Allgemeine Elektricitäts-Gesellschaft (AEG) à la commune d'Oberschöneweide. Rathenau a également financé la construction de la chapelle ainsi que la loge du gardien. L'inauguration du cimetière a eu lieu en février 1903 à l'occasion de l'enterrement du forestier royal Franz Witte, qui résidait dans la Siemensstraße. La disposition du cimetière ainsi que les bâtiments ont été réalisés par l'architecte et maître-maçon Max Johannes Alexander Stutterheim (1873-1936). Les carrés funéraires sont disposés en ordre géométrique et les caveaux sont réunis dans la partie sud. L'édification de la chapelle, pensé comme un bâtiment en brique selon l'exemple des chapelles moyenâgeuses, n'est finalisé qu'en 1904. En 1908, la municipalité a procédé à un agrandissement du cimetière.
En 1920, le cimetière fait désormais partie du Grand Berlin. Le cimetière est encore étendu pour accueillir les dépouilles des victimes de la Première Guerre mondiale. Il n'a depuis ce jour gardé la même superficie.
Après la Seconde Guerre mondiale, un monument aux victimes du fascisme a été inauguré, et le cimetière a accueilli 314 nouvelles tombes.

## Tombes célèbres
- Georg Benz (1872–1914), dirigeant du Berliner Ostbahn.
- Uwe Berger (1928–2014), poète, essayiste et conteur
- Albert Eveking (1872–1937), architecte
- Herbert Fechner (1913–1998), bourgmestre de Berlin-Est et maire de Köpenick
- Wilhelm Firl (1894–1937), homme politique et résistant
- Horst Gibtner (1940–2006), homme politique de la CDU, dernier ministre des transports de la RDA (1990)
- Heinrich Lehmann (1856–1919), architecte et homme politique
- Bernhard Leisering (1951–2012), architecte
- Reinhard Müller (1899–1918), pilote
- Hermann Noack (1859–1916), architecte
- Fritz Plön (1906–1944), charpentier naval et résistant
- Hans-Joachim Preil (1923–1999), acteur et auteur
- Hermann Temmler (1876–1929), fondateur de Temmler Werke
- Heinz Werner (1921–1997), bibliothécaire

## Monument aux morts de la Première Guerre mondiale

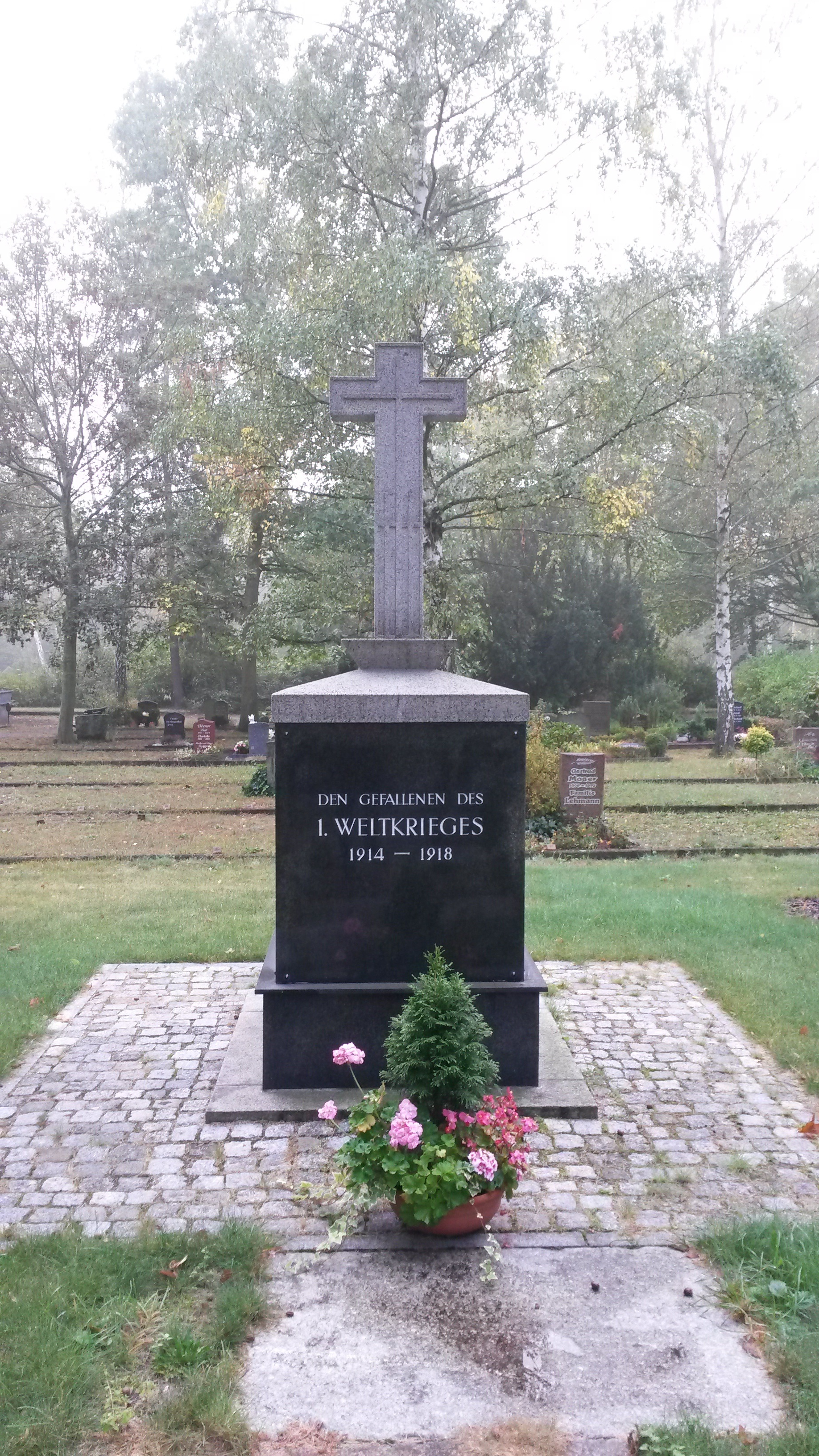
Le monument vu de face
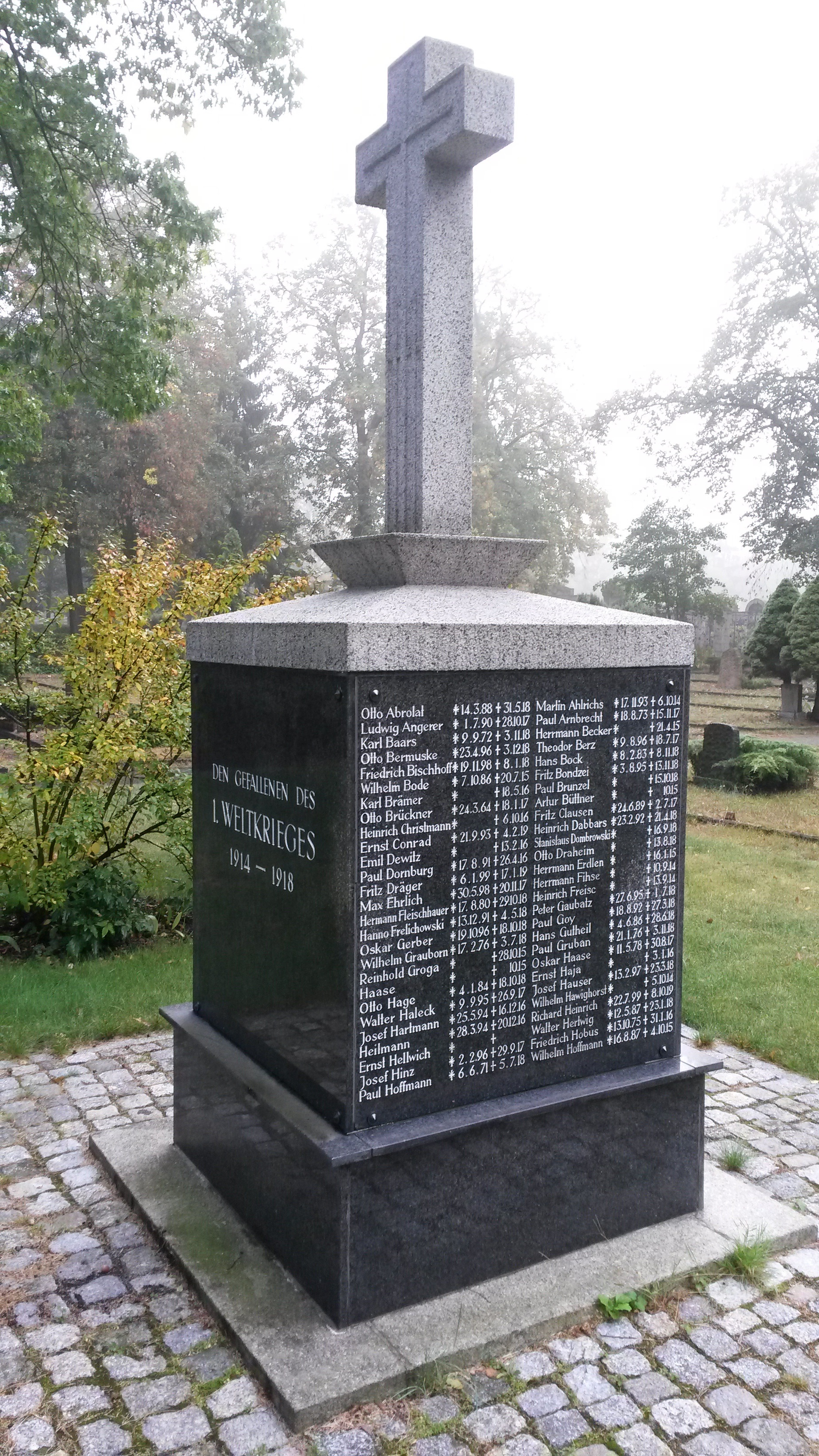
Vu de l'arrière
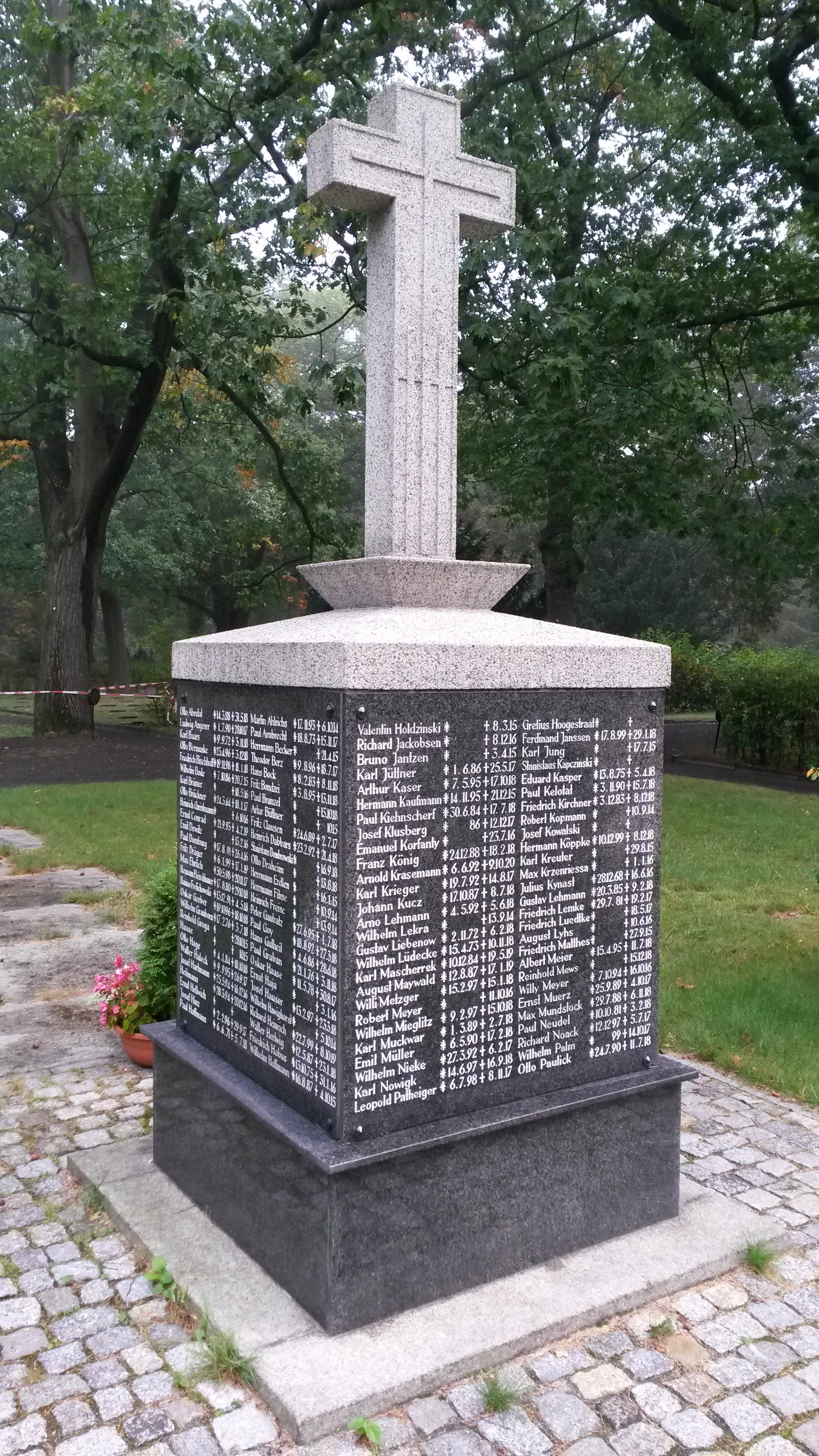
Vu de la droite
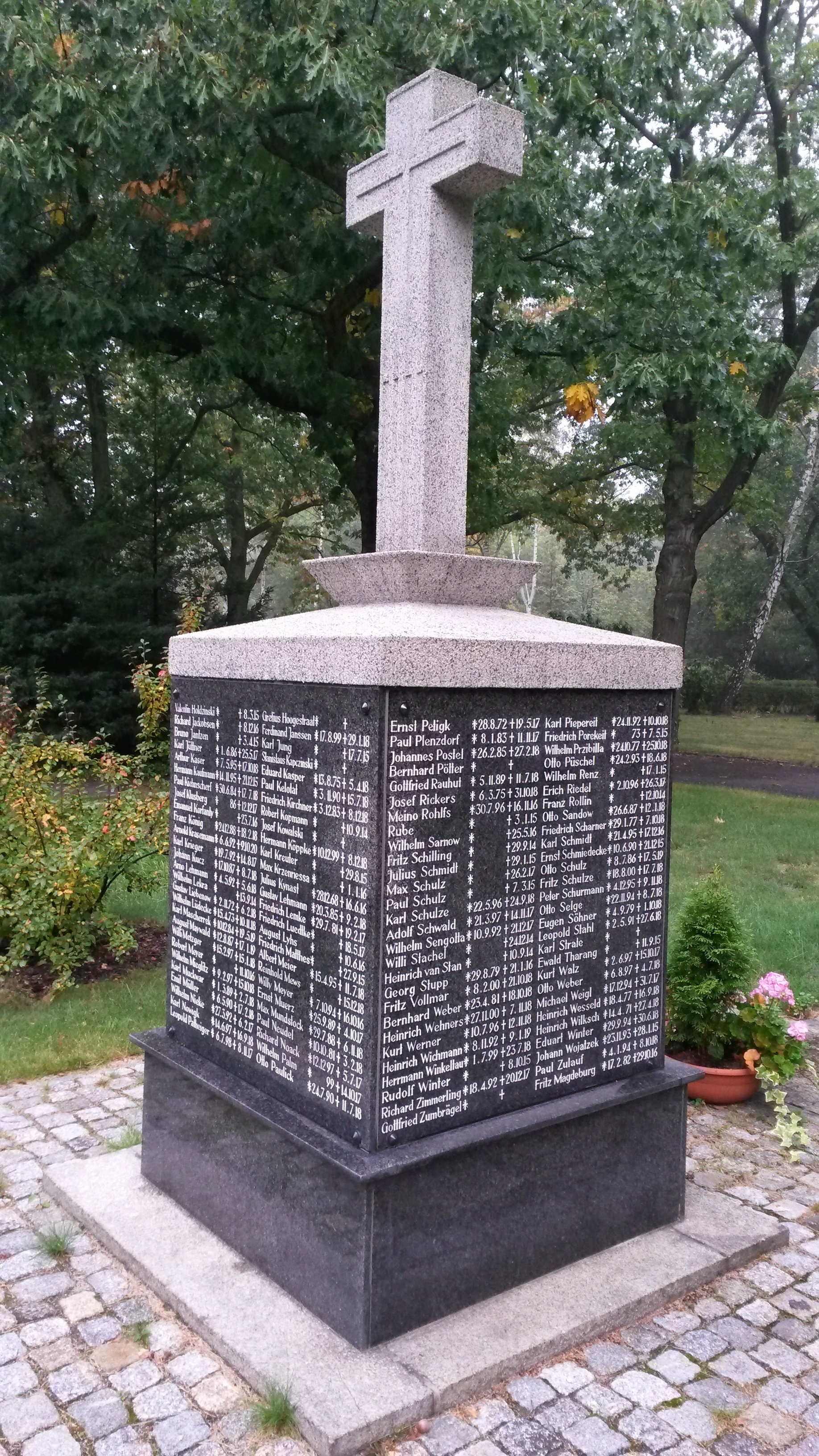
Vu de la gauche